# La loba (telenovela venezolana)
La loba es una exitosa telenovela venezolana hecha por el canal Venevisión en el año de 1973. Original de Manuel Muñoz Rico, fue protagonizada por América Alonso, Martín Lantigua y Ada Riera.
Esta telenovela fue la secuela de la novela La mujer prohibida, aunque La Loba fue la segunda parte, superó con creces el éxito de su antecesora y tuvo más capítulos. De los personajes de La mujer prohibida, solamente saltaron a la segunda parte Marcos Villena, Virginia Galván, la Waica y Yaco, el resto eran personajes nuevos.
El primer capítulo fue transmitido un día después del capítulo final de La mujer prohibida, pero esto solo se supo al final del primer capítulo cuando alguien le preguntó al personaje de Martín Lantigua quien era y él contestó: "Mi nombre es Marcos Villena".
Años después Venevisión repitió "La Loba" en su horario de las tardes logrando tener un gran éxito.

## Trama
Marcos Villena llega a una lejana hacienda casi olvidada en Santa Elena de Uiarén. Aquella hacienda es manejada con mano de hierro por una mujer poderosa a la que todos temen, la viuda Adriana Heller, viuda de un alemán nazi.
Adriana tiene tres hijos, la mayor se llama Alejandra y es una joven voluntariosa y caprichosa que tiene tintes de maldad en su carácter, luego tiene a su hijo quien estudia aviación en Alemania, sobre el cual pesan rumores de que es homosexual, y también tiene una hija retrasadita mental llamada Gracielita.
En la casa grande de la hacienda de Adriana, vive su suegra Doña Erika Heller que es una alemana quien siempre viste de luto por la muerte de su hijo, criado bajo las sombras del nazismo alemán y añoranzas del Tercer Reich y pasa los días encerrada en su habitación escuchando Roy Etzel y Lili Marleen. Adriana enfrenta el grave problema de que sus reses se están muriendo por falta de agua, ya que el dueño de la hacienda que colinda con la suya, le está robando las aguas del río. El dueño de la hacienda de al lado es Alirio Santos Moncada, un tipo detestable y malvado que ama a Adriana y como ella lo rechaza, ha decidido arruinarla.
A la hacienda de Adriana llega Marcos Villena cansado y triste, pues la mujer a la que amaba, la bellísma Virginia Galván, se casó con el hijo de él Christian. Marcos acepta el cargo de capataz de la hacienda de Adriana, pero los enfrentamientos entre él y la recia Adriana Heller no se hacen esperar.
La que pone sus ojos inmediatamente sobre Marcos Villena es Alejandra, la caprichosa hija de Adriana. Pero Marcos la considera una niña pues Alejandra tan solo tiene 20 años. Marcos logra evitar que Adriana sea arruinada y recupera para ella el cauce del río. Adriana sin darse cuenta, se enamora perdidamente de Marcos y tras unos meses, ambos deciden casarse.
Marcos cree haber olvidado a Virginia en los brazos de Adriana. Se realiza el matrimonio de ambos y Alejandra ve con ojos de celos aquella unión. Doña Erika siente que Marcos es el hombre perfecto para ocupar el lugar que dejara su hijo al morir.
La misma noche de la boda, mientras Adriana espera a Marcos en su habitación para que la haga suya, llega inesperadamente a la hacienda el fiel negro Yaco, quién fuera el mejor amigo de Marcos Villena. Yaco le informa a Marcos que su hijo Christian y Virginia Galván han sufrido un accidente y la avioneta en la que ambos viajaban, se ha estrellado en la selva. Marcos desesperado ante la idea de la muerte de su hijo y su amada Virginia, sale sin pérdida de tiempo hacia la selva para tratar de encontrarlos con vida. El fiel negro Yaco lo acompaña. Adriana se queda sola y plantada en su noche de bodas.
Tras varios días de intensa búsqueda en la selva, Marcos Villena se convence de que tanto su hijo como Virginia Galván han muerto. Destrozado, regresa a la hacienda de Adriana, quién lo recibe llena de resentimiento y odio por haberla abandonado la noche de bodas. Marcos le pide perdón y trata de reconquistarla. Inesperadamente, reaparece vivo Martín, el hijo de doña Erika Heller, quién es el primer esposo de Adriana. Doña Erika se siente feliz al enterarse de que su hijo está vivo, pero él le ordena guardarle el secreto pues es buscado por grandes enemigos. También Gracielita; la hija boba de Adriana, ve vivo a su papá, y cuando la muchacha lo cuenta, nadie le cree pues la saben una retrasada mental.
Junto al esposo de Adriana ha llegado una joven de impresionantes ojos verdes. Marcos se encuentra con ella en las calles del pueblo y la confunde con Virginia pues son idénticas. Aunque Marcos no puede entender aquel cambio en el color de sus ojos, cree firmemente que esa muchacha que ahora no tiene memoria es su amada Virginia. Entretanto, a la casa de Adriana entra su primer marido y tras el impacto de ella de descubrirlo vivo, ambos discuten cuando el violento hombre le reclama haberse casado con otro. En medio de la discusión, el hombre empuja a Adriana quién cae rodando por las escaleras y muere.
El luto envuelve a la familia Heller. Marcos Villena se convierte en el heredero de la hacienda y decide casarse con su amada Virginia aunque ella no pueda recordarlo. Alejandra y doña Erika odian a aquella intrusa. Inesperadamente, la fulana Virginia recupera la memoria y se descubre que no es Virginia, que su verdadero nombre es Angélica de Montemar, una peligrosa contrabandista perseguida por la policía. Angélica sabe que en aquel pueblo olvidado nunca será encontrada y por eso decide no contarle a nadie que ha podido recordar, y también decide seguirse haciendo pasar por Virginia Galván quién está muerta.
Pero una nueva sorpresa surge inesperadamente, pues Virginia Galván no está muerta. Tras el fatídico accidente donde perdiera la vida el hijo de Marcos Villena, Virginia fue rescatada de la selva por los indios quienes la llevaron a un convento. Las monjitas ayudaron a sanar a Virginia de sus heridas y ella una vez sanada, decide tomar los hábitos. Virginia está a punto de hacerse monja, pero la madre superiora la hace sincerarse y comprender que sigue enamorada de Marcos Villena y que debe ir en busca de aquel amor. Es entonces cuando Virginia abandona el convento y se va en busca de Marcos Villena. En las noches de luna llena, se oye el aullar de una Loba. Una leyenda cuenta que es una mujer que se convierte en Loba y sale a matar gente.
Algunos pueblerinos acusan a Angélica de Montemar de ser la Loba, y es que ella es apodada así entre los delincuentes con quienes trabajaba. Angélica se ha enamorado de Marcos Villena, pero como el primer esposo de Adriana no le permite casarse con él y la amenaza con contar que ella no es Virginia Galván, Angélica decide eliminarlo. Ella se pinta los labios con una pintura que contiene veneno. Al besar al hijo de doña Erika Heller, lo envenena. Erika sufre por segunda vez la pérdida de su hijo y aunque no tiene pruebas, sabe que la asesina fue la supuesta Virginia. Finalmente, Marcos y Angélica; a quién él sigue creyendo Virginia, deciden casarse. Llega el día de la boda y a la casa llega la verdadera Virginia.
Se descubre toda la suplantación de Angélica, quién huye despavorida ante la idea de ser atrapada. Se descubre que Angélica fue la asesina del hijo de doña Erika y que es una peligrosa delincuente apodada La Loba. Entre doña Erika y Alejandra le hacen la vida imposible a Virginia y la echan de la hacienda. Marcos sufre un accidente provocado por Alirio y queda ciego.
Virginia desesperada ante su soledad, acepta casarse con Alirio quién se ha aliado con Angélica para robarse la hacienda y matar Marcos Villena. Pero una noche, Angélica es despedazada por los fieros colmillos de La Loba. El pueblo sale a cazar al peligroso y feroz animal y se descubre que La Loba era doña Erika, que en las noches de luna llena se transformaba en el peligroso animal. Alirio queda al descubierto en sus maldades y se va de viaje. Doña Erika es matada a tiros por los parroquianos.
Finalmente, Marcos Villena y Virginia Galván logran casarse y ser felices cuando él recupera la vista. Pero la leyenda de La Loba no ha terminado, pues nuevamente se oyen sus aullidos en las noches de luna llena. Ahora, la nueva Loba es Alejandra, la hija mayor de Adriana Heller.

## Elenco
- Ada Riera ... Virginia Galván / Angélica de Montemar
- Martín Lantigua ... Marcos Villena
- América Alonso ... Adriana Heller
- Amelia Román ... La Waica
- Herminia Martínez ... Alejandra Heller
- Elena Farías ... Graciela Heller
- Orlando Urdaneta ... Daniel Heller
- Zoe Ducós ... Erika Heller
- Chelo Rodríguez ... Carmiña
- Luis Gerardo Tovar ... Alirio Santos Moncada
- Susana Duijm (actuación especial) ... Manón
- Oscar Mendoza
- Soledad Rojas
- Héctor Monteverde ... Martín Heller
- Hilda Breer ... Ágatha
- Mario Brito ... Yaco
- Chumico Romero ... Zulay
- Fernando Flores ... Padre Rafael
- Umberto Buonocuore El italiano Renato
- María Eugenia Domínguez
- Arelys[5] ... Iraida Santos
- Rafael Cabrera ... Baldomero
- Alfonso Urdaneta  ... Cuchipé